# Zapor Hỏa Lò
Zapor Hỏa Lò (vietnamsko Nhà tù Hỏa Lò; francosko Prison Hỏa Lò) je bil zapor v Hanoju, ki so ga francoski kolonisti na Indokitajskem polotoku prvotno uporabljali za politične zapornike, kasneje pa Severni Vietnam za ameriške vojne ujetnike med vietnamsko vojno. V tem poznejšem obdobju je bil ameriškim ujetnikom znan kot Hanoi Hilton. Zapor je bil porušen v 1990-ih, čeprav je vratarnica ostala muzej.

## Francosko obdobje
Ime Hỏa Lò, običajno prevedeno kot »ognjena peč« ali celo »peklenska luknja«, pomeni tudi »peč«. Ime izvira iz imena ulice phố Hỏa Lò, zaradi koncentracije trgovin s pečmi na drva in štedilniki na premog ob ulici v predkolonialnih časih.
Zapor so v Hanoju zgradili Francozi v letih od 1886 do 1889 do 1898  do 1901, ko je bil Vietnam še del Francoske Indokine. Francozi so zapor imenovali Maison Centrale, kar je še vedno oznaka zaporov za nevarne ali dolgotrajne pripornike v Franciji. Stal se je blizu francoske četrti v Hanoju. Namenjen je bil zadrževanju vietnamskih zapornikov, zlasti političnih zapornikov, ki so agitirali za neodvisnost, ki so bili pogosto podvrženi mučenju in usmrtitvam. Prenova leta 1913 je povečala njegovo zmogljivost s 460 zapornikov na 600. Kljub temu je bil pogosto prenatrpan, saj je bilo na določen dan leta 1916 v njem približno 730 zapornikov, število, ki se je leta 1922 povzpelo na 895, leta 1933 pa na 1430. Do leta 1954 je bilo v njem več kot 2000 ljudi; s svojimi zaporniki v nečloveških razmerah je postalo simbol kolonialističnega izkoriščanja in zagrenjenosti Vietnamcev do Francozov.
Tudi osrednja mestna lokacija zapora je postala del njegovega zgodnjega značaja. Med 1910-imi in 1930-imi so ulični krošnjarji začeli prenašati zunanja sporočila skozi okna zapora in premetavati tobak in opij čez zidove; pisma in pakete bi metali na cesto v nasprotni smeri. Znotraj samega zapora je potekala komunikacija in ideje. Številne prihodnje vodilne osebnosti v komunističnem Severnem Vietnamu so preživele čas v Maison Centrale v 1930-ih in 1940-ih. 
Pogoji za politične zapornike v "kolonialni Bastilji" so bili objavljeni leta 1929 v široko razširjeni pripovedi trockista Phan Van Huma o izkušnjah, ki jih je delil s karizmatičnim publicistom Nguyenom An Ninhom.

## Demokratična republika Vietnam, 1954
Po porazu v bitki pri Dien Bien Phuju in Ženevski konferenci leta 1954 so Francozi zapustili Hanoj in zapor je prešel pod oblast Demokratične republike Vietnam. Kasneje je zapor služil kot izobraževalni center za revolucionarno doktrino in dejavnost, po odhodu Francozov pa so ga obdržali, da bi označili njegov zgodovinski pomen za Severne Vietnamce.

## Vietnamska vojna
Med vietnamsko vojno je bil prvi ameriški ujetnik, ki so ga poslali v Hỏa Lò, poročnik mlajšega razreda Everett Alvarez Jr., ki je bil ustreljen 5. avgusta 1964. Od začetka so ameriški ujetniki prenašali bedne razmere, vključno s slabo hrano in nehigienskimi razmerami. Ameriški ujetniki so zaporniški kompleks sarkastično poimenovali Haloi Hilton v zvezi z znano hotelsko verigo Hilton. Med prvo skupino ujetnikov, ki je skovala ime, obstaja nekaj nesoglasij, vendar ga je prvi zapisal pilot F8D Bob Shumaker ki je na ročaj vedra vrezal "Dobrodošli v Hanoi Hilton" v pozdrav prihodu Aira. Poročnik sil Robert Peel.
V začetku leta 1967 so odprli novo območje zapora za prihajajoče ameriške ujetnike;  poimenovali so ga Mali Vegas, njegove posamezne stavbe in območja pa so poimenovali po znamenitostih Las Vegas Stripa, kot je Golden Nugget, Thunderbird, Stardust, Riviera in Desert Inn. Ta imena so bila izbrana, ker se je veliko pilotov usposabljalo v letalski bazi Nellis, ki je bila v bližini Las Vegasa. Ameriški piloti so bili pogosto že v slabem stanju, ko so bili ujeti, poškodovani med izstrelitvijo ali pri pristajanju na tla.
Hỏa Lò je bilo mesto, ki ga je severnovietnamska vojska uporabljala za namestitev, mučenje in zasliševanje ujetih vojakov, večinoma ameriških pilotov, ki so bili sestreljeni med bombardiranjem. Čeprav je bil Severni Vietnam podpisnik Tretje ženevske konvencije iz leta 1949, ki je zahtevala »dostojno in človeško ravnanje« z vojnimi ujetniki, so bile uporabljene hude metode mučenja, kot so vezanje z vrvjo, železje, pretepanje in dolgotrajno zapiranje v samico. Ko so vojne ujetnike začeli izpuščati iz tega in drugih severnovietnamskih zaporov med Johnsonovo administracijo, so njihova pričevanja razkrila razširjeno in sistematično zlorabo vojnih ujetnikov. Leta 1968 sta Walter Heynowsk in Gerhard Scheumann iz Vzhodne Nemčije v zaporu posnela serijo s 4 poglavji Piloten im Pyjama z intervjuji z ameriškimi piloti v zaporu, za katere sta trdila, da niso scenarija. Heynowski in Scheumann sta jih spraševala o protislovjih v njihovi samopodobi in njihovem vojnem obnašanju ter med Kodeksom bojnih sil Združenih držav in njihovim obnašanjem med in po ujetju.
Kar zadeva ravnanje v Hỏa Lò in drugih zaporih, so Severni Vietnamci odgovorili z izjavo, da so z zaporniki ravnali dobro in v skladu z ženevskimi konvencijami. Med letom 1969 so predvajali vrsto izjav ameriških zapornikov, ki naj bi podpirale to idejo. Severni Vietnamci so tudi trdili, da njihovi zapori niso nič slabši od zaporov za vojaške ujetnike in politične zapornike v Južnem Vietnamu, kot je tisti na otoku Côn Sơn. zapori so bili res pogosti, tako kot severnovietnamsko zlorabljanje južnovietnamskih zapornikov in lastnih disidentov.
Od konca leta 1969 je ravnanje z zaporniki v Hỏa Lò in drugih taboriščih postalo manj strogo in na splošno bolj znosno. Po poskusu reševalne operacije v zaporniškem taborišču Sơn Tây konec leta 1970 so večino ujetnikov iz obrobnih taborišč preselili v Hỏa Lò, tako da so imeli Severni Vietnamci manj taborišč za zaščito. To je ustvarilo skupno bivalno območje Camp Unity v Hỏa Lò, kar je močno zmanjšalo izolacijo ujetnikov in izboljšalo njihovo moralo.

### Pomembni zaporniki
- Everett Alvarez Jr., mehiški Američan, pilot ameriške mornarice, 2. najdlje zadržan ameriški vojni ujetnik, preživel več kot 8 let ujetništva.
- John L. Borling, pilot USAF, vojni ujetnik 6+1⁄2 let, upokojeni generalmajor.
- Charles G. Boyd, pilot USAF, skoraj 7 let vojaški ujetnik, upokojeni general; edini vojni ujetnik iz obdobja Vietnama, ki je dosegel rang štirih zvezdic.
- George Thomas Coker, pilot ameriške mornarice.
- Robert R. Craner, lovski pilot USAF.
- Bud Day, pilot ameriške vojske, prejemnik medalje časti in letalskega križa, politični aktivist, je bil sostanovalec z McCainom.
- Jeremiah Denton, pilot ameriške mornarice, senator (R-AL).
- Leon F. "Lee" Ellis, lovski pilot USAF, motivacijski govornik in avtor.
- Norman C. Gaddis, pilot USAF, vojni ujetnik skoraj 7 let, upokojeni brigadni general.
- Guy Gruters, lovski pilot USAF, motivacijski govornik in avtor.
- Lawrence N. Guarino, častnik ameriškega letalstva, veteran treh vojn in avtor.
- Carlyle "Smitty" Harris, pilot ameriških zračnih sil, vojni ujetnik skoraj 8 let. Zaslužen za vzpostavitev "kode prisluškovanja", s katero so zaporniki komunicirali med seboj.[22]
- Doug Hegdahl, zapornik, ki se je naredil norca, da si je zapomnil vsa imena, osebne podatke in datume zajetja tamkajšnjih zapornikov.
- Sam Johnson, bojni pilot USAF, predstavnik (R-TX).
- Joe Kernan, pilot ameriške mornarice, nekdanji guverner Indiane.
- Joseph Kittinger, pilot USAF, padalec rekorder.
- William P. Lawrence, pilot ameriške mornarice, načelnik mornariškega osebja in nadzornik pomorske akademije Združenih držav.
- Hayden Lockhart, prvi pilot letalskih sil, ujet v Severnem Vietnamu, tretji ujeti Američan.[23]
- John McCain, pilot ameriške mornarice, senator (R-AZ) in republikanski predsedniški kandidat leta 2008, je tam preživel del svojih petih let in pol kot vojni ujetnik.
- Robinson Risner, lovski pilot USAF, vojni ujetnik od 1965 do 1973. Ko je bil sestreljen in ujet, je bil podpolkovnik, bil je višji vojski ujetnik, odgovoren za vzdrževanje verige poveljevanja med svojimi *jetniki.
- Howard Rutledge, pilot ameriške mornarice, tam pridržan del svojih 7+1⁄2 let ujetništva, soavtor In the Presence of Mine Enemies: 1965–1973 – A Prisoner of War s svojo ženo.
- Lance Sijan, bojni pilot USAF, prejemnik medalje časti.
- Jerry A. Singleton, pilot helikopterja USAF, podpolkovnik, prejemnik srebrne zvezde.
- James Stockdale, pilot ameriške mornarice, prejemnik medalje časti, kandidat za podpredsednika leta 1992. On in William P. Lawrence sta bila ujetnika ameriške mornarice z najvišjim činom.
- Floyd James Thompson, specialne enote ameriške vojske, najdlje zadržani ameriški vojni ujetnik, ki je v ujetništvu preživel skoraj 9 let.

### Povojni zapisi
Po uveljavitvi Pariškega mirovnega sporazuma iz leta 1973 niti ZDA niti njihovi zavezniki Severnega Vietnama niso nikoli uradno obtožili vojnih zločinov, za katere je bilo razkrito, da so bili tam storjeni. V 2000-ih je imela vietnamska vlada stališče, da so trditve, da so med vojno mučili zapornike v Hỏa Lò in drugih krajih, izmišljene, vendar želi Vietnam to vprašanje rešiti kot del vzpostavitve boljših odnosov z ZDA. Tran Trong Duyet, ječar v Hỏa Lò od leta 1968 in njen poveljnik zadnja tri leta vojne, je leta 2008 trdil, da zapornikov niso mučili. Vendar pa pričevanja očividcev ameriških vojakov predstavljajo drugačno pripoved o njihovem ujetništvu.
Po vojni je Risner napisal knjigo Passing of the Night, v kateri je podrobno opisal svojih sedem let v Hỏa Lò. Iz izpuščenih ujetnikov po repatriaciji je izšla precejšnja literatura, ki opisuje Hỏa Lò in druge zapore kot kraje grozodejstev, kot so umori, pretepi, zlomljene kosti, zobje in bobniči, izpahnjeni udi, stradanje, strežba hrane, onesnažene s človeškimi in živalskimi iztrebki in prišlo je do medicinskega zanemarjanja okužb in tropskih bolezni. Te podrobnosti so razkrite v znanih pripovedih McCaina (Faith of My Fathers), Dentona, Alvareza, Daya, Risnerja, Stockdalea in desetine drugih.
Poleg tega je bil Hỏa Lò upodobljen v hollywoodskem filmu iz leta 1987 The Hanoi Hilton.

## Hỏa Lò v poznih 1970-ih in zgodnjih 1980-ich
Zapor je bil v uporabi tudi po izpustitvi ameriških ujetnikov. Med zadnjimi zaporniki je bil disidentski pesnik Nguyễn Chí Thiện, ki so ga leta 1979 ponovno zaprli, potem ko je poskušal dostaviti svoje pesmi britanskemu veleposlaništvu, naslednjih šest let do leta 1985 pa je preživel v Hỏa Lò, ko so ga premestili v sodobnejši zapor. Zadnja leta zapora omenja, deloma v izmišljeni obliki, v Hỏa Lò/Hanoi Hilton Stories (2007).

## Rušenje, predelava in muzej
Večji del zapora je bil porušen sredi 1990-ih in na tem mestu sta zdaj dve visoki stavbi, ena od njih je 25-nadstropna stanovanjska stavba Somerset Grand Hanoi. Drugi deli so bili spremenjeni v komercialni kompleks, ki ohranja prvotno francosko kolonialno obzidje.
Le del zapora danes obstaja kot muzej. Zasloni v glavnem prikazujejo zapor v francoskem kolonialnem obdobju, vključno s sobo za giljotino, še vedno z originalno opremo, in prostori za moške in ženske vietnamske politične zapornike.